# Deutschland (Schiff, 1963)
Die Deutschland war ein Schulschiff der Bundesmarine, das von 1963 bis 1990 in Dienst war.

## Aufgaben
Die Deutschland war, wie das Segelschulschiff Gorch Fock, zunächst dem Kommando der Schulschiffe und ab 1966 der Marineschule Mürwik in Flensburg-Mürwik unterstellt und hatte den Auftrag, die Erziehung der Offizieranwärter (OA) zum Vorgesetzten fortzusetzen und die im vorangegangenen Ausbildungsgang erworbenen theoretischen Kenntnisse im praktischen Bordbetrieb zu vertiefen. Daneben sollten die Offiziersanwärter mit den Wetterbedingungen auf hoher See und dem engen Zusammenleben an Bord vertraut gemacht werden.

## Bau und Ablieferung
Das Schiff wurde als Schulschiff mit Mehrzweckverwendung (Truppentransporter, Lazarettschiff, Minenleger) entworfen. Die gemischte Antriebsanlage, die Bewaffnung und die übrige Ausrüstung des Schiffes entsprach den damals vorhandenen Anlagen und spiegelte die Ausstattung der im Aufbau befindlichen Flotte wider. Der Entwurf hatte aus diesem Grund Ähnlichkeit mit den Schiffen der Hamburg- und Rhein-Klasse.
Für 95 Mio. DM (im heutigen Wert ca. 260 Mio. Euro) wurde der Neubau im Herbst 1958 in Auftrag gegeben und am 11. September 1959 bei der Werft Nobiskrug in Rendsburg auf Kiel gelegt. Gut ein Jahr später fand am 5. November 1960 der Stapellauf im Beisein des damaligen Bundespräsidenten Heinrich Lübke statt. Seine Gattin, Wilhelmine Lübke, taufte das Schiff auf den Namen Deutschland, einen Traditionsnamen der deutschen Marinen. Auf den zunächst geplanten Namen Berlin wurde aus politischen Gründen (Einspruch der Alliierten) verzichtet.
Die Indienststellung erfolgte am 25. Mai 1963 im Beisein des Verteidigungsministers Kai-Uwe von Hassel und des Inspekteurs der Marine Vizeadmiral Karl-Adolf Zenker. Die bisher eingesetzten Schultender der Klasse 139, Eider und Trave, erhielten bereits im Juli 1963 neue Aufgaben.

## Besatzung
| Kommandant                           | von       | bis            | AAR     |
| ------------------------------------ | --------- | -------------- | ------- |
| Kapitän zur See Herwig Collmann      | Mai 1963  | Juli 1965      | 29.     |
| unbesetzt                            | Juli 1965 | September 1965 |         |
| Kapitän zur See Burkhard Hackländer  | Sep. 1965 | Sep. 1966      | 32.     |
| Kapitän zur See Ulrich Rehder        | Sep. 1966 | Sep. 1967      | 34.     |
| Kapitän zur See Karl H. Peter        | Sep. 1967 | Dez. 1968      | 36.–37. |
| Kapitän zur See Hubert Nordheimer    | Jan. 1969 | Sep. 1971      | 38.–40. |
| Kapitän zur See Karl Welz            | Sep. 1971 | Juli 1973      | 41.–42. |
| Kapitän zur See Kurt F. Siewert      | Juli 1973 | Sep. 1977      | 43.–48. |
| Kapitän zur See Gerhard Krancke      | Okt. 1977 | Sep. 1980      | 49.–54. |
| Kapitän zur See Dieter Leonard       | Okt. 1980 | 1983           | 55.–58. |
| Kapitän zur See Wulf D. Plesmann     | 1983      | 1986           | 59.–62. |
| Kapitän zur See Franz-Hermann Köhler | 1986      | 1990           | 63.–68. |

Die Besatzung wurde geführt von einem Kommandanten und seinem Stellvertreter, dem Ersten Offizier und gliederte sich in der zuletzt üblichen Bordorganisation:
- I. Division (Schiffswaffen und Decksdienst) mit Schiffswaffenoffizier (SWO), I. Artillerieoffizier (I AO) und Artilleriewaffenleitoffizier (AWLO)
- II. Division (Schiffstechnik) mit Schiffstechnischem Offizier (STO), Schiffssicherungsoffizier (SSO), Elektrotechnischem Offizier (EO) und Antriebsoffizier (AnO)
- III. Division (Schiffsoperation) mit Schiffsoperationsoffizier (SOpO), Navigationsoffizier (NO), Ortungsoffizier (OrtO), Fernmeldeoffizier (FmO), Führungsmittelelektronikoffizier (FüElo) und dem Meteorologen (Met I) *
- IV. Division (Schiffsversorgung) mit Schiffsversorgungsoffizier (SVO), Personaloffizier (PersO), Schiffsarzt (SA), Zahnarzt (SA(Z)), Katholischem * und Evangelischem Militärpfarrer *
- K-Division (Kadettenausbildung) mit Kadettenoffizier (KO) * und den Zugoffizieren II OrtO *, II AO *, II NO *, II AnO * und dem Sperrwaffenoffizier (SperrO) *

Zur Stammbesatzung gehörte ebenfalls Zivilpersonal: 2 Bordstewards und je 1 Bordwäscher, Bordschuhmacher, Bordschneider und Bordfriseur

## Einsatz
Vor ihrer ersten Auslandsausbildungsreise führte die Deutschland drei Erprobungsfahrten durch. Die erste Fahrt unternahm das Schiff im August 1963 rund um Großbritannien. Bei der Warmwassererprobung vom 29. Januar bis 20. März 1964 wurden die Häfen Gibraltar, Monrovia, Abidjan und Santa Cruz de Tenerife angelaufen und während der Kaltwassererprobung vom 28. April bis 29. Juni 1964 der norwegische Marinestützpunkt Haakonsvern.

### Auslandsausbildungsreisen (AAR)
Die Reisen begannen und endeten jeweils im Heimathafen Kiel.
| AAR     | Zeitraum                        | Seemeilen | Häfen |
| ------- | ------------------------------- | --------- | --- |
| 29.     | 26. Januar – 29. Juni 1965      | 29.845    | Gibraltar–Sueskanal mit Port Said–Aden–Cochin–Manila–Tokio–Osaka–Honolulu–San Francisco–Panamakanal mit Rodman Station–Cartagena–Ponta Delgada–Brest              |
| 32.     | 16. Februar – 16. Juni 1966     | 22.224    | Dakar–Santos–Puerto Belgrano–Valparaíso–Guayaquil–Panamakanal mit Rodman Station–La Guaira–Funchal                                                                |
| 34.     | 31. Januar – 20. Juni 1967      | 26.746    | Ponta Delgada–Charleston–Houston–Panamakanal mit Balboa–San Diego–Vancouver–Mazatlán–Panamakanal mit Rodman Station–New Orleans–Hamilton                          |
| 36.     | 26. Februar – 31. Mai 1968      | 16.289    | Funchal–Salvador da Bahia–Fort-de-France–Kingston–Ponta Delgada                                                                                                   |
| 37.     | 26. August – 10. Dezember 1968  | 18.294    | Las Palmas–Accra–Rio de Janeiro–Salvador da Bahia–Belém–Port of Spain–Lissabon–Brest                                                                              |
| 38.     | 18. August – 17. Dezember 1969  | 20.290    | Ponta Delgada–Halifax–New York–Guantanamo–Nassau–Las Palmas–Neapel–Cartagena                                                                                      |
| 40.     | 15. April – 23. Juni 1971       | 11.903    | Livorno–Istanbul–Casablanca |
| 41.     | 1. Februar – 23. Juni 1972      | 23.748    | Safi–La Guaira–Cartagena–New Orleans–New York–Las Palmas–Brest–Tromsø                                                                                             |
| 42.     | 1. Februar – 26. Juni 1973      | 28.100    | Ponta Delgada–Panamakanal mit Rodman Station–Callao–Acajutla–San Francisco–Vancouver–Acapulco–Panamakanal mit Rodman Station–Ponta Delgada–Algier                 |
| 43.     | 1. November – 14. Dezember 1973 | 9.148     | Izmir–Tarent |
| 44.     | 14. Februar – 30. August 1974   | 38.369    | Las Palmas–Simon’s Town–Port Louis–Fremantle–Jakarta–Tokio–Honolulu–Los Angeles–Panamakanal mit Rodman Station–Hamilton–Lissabon–Portland                         |
| 45.     | 13. Februar – 24. April 1975    | 14.157    | Toulon–Venedig–La Maddalena–Oran |
| 46.     | 4. Juni – 29. August 1975       | 15.339    | Rouen–Piräus–Istanbul–Alexandria–Wilhelmshaven |
| 47.     | 3. Februar – 12. Mai 1977       | 20.589    | Las Palmas–Recife–La Guaira–Veracruz–San Juan–Norfolk–Ponta Delgada                                                                                               |
| 48.     | 11. Juni – 30. August 1977      | 15.439    | Sueskanal mit Port Said–Maskat–Bandar Abbas–Sueskanal mit Port Said–Palermo                                                                                       |
| 49./50. | 1. Februar – 30. August 1978    | 39.954    | Sueskanal mit Port Said–Bombay–Port Kelang–Singapur–Manila–Tokio–Apra Harbor–Apia–Nukuʻalofa–Suva–Wellington–Fremantle–Colombo–Sueskanal mit Port Said–Cádiz      |
| 51.     | 6. Februar – 26. April 1979     | 16.085    | Freetown–Port of Spain–Kingston–Guantanamo–Santo Domingo–Ponta Delgada                                                                                            |
| 52.     | 5. Juni – 30. August 1979       | 15.984    | Tromsø–Reykjavík–Montreal–Ponta Delgada–Santa Cruz de Tenerife–Dublin                                                                                             |
| 53.     | 6. Februar – 24. April 1980     | 14.272    | Piräus–Istanbul–Rijeka–London |
| 54.     | 5. Juni – 28. August 1980       | 16.001    | Bordeaux–Barcelona–Venedig–Lissabon |
| 55.     | 15. März – 28. Mai 1982         | 16.403    | Ponta Delgada–Bridgetown–Kingston–Panamakanal mit Rodman Station–Guayaquil–Callao–Panamakanal mit Rodman Station–Ponta Delgada                                    |
| 56.     | 2. Juli – 15. September 1982    | 11.870    | Las Palmas–Tunis–Thessaloniki–Izmir–Algier |
| 57./58. | 15. März – 16. August 1983      | 31.040    | Sueskanal mit Port Said–Colombo–Chittagong–Jakarta–Singapur–Penang–Manila–Bangkok–Colombo–Sueskanal mit Port Said–Kali Limenes                                    |
| 59.     | 15. März – 30. Mai 1984         | 14.072    | Las Palmas–Freetown–Abidjan–Lomé–Libreville–Abidjan–Dakar–Las Palmas                                                                                              |
| 60.     | 2. Juli – 15. September 1984    | 16.554    | Ponta Delgada–Washington–Norfolk–San Juan–New Orleans–New York–Ponta Delgada                                                                                      |
| 61./62. | 24. März – 14. August 1986      | 25.222    | Las Palmas–Conakry–Abidjan–Montevideo–Buenos Aires–Rio de Janeiro–Belém–San Juan–Hamilton–New York–Funchal–London                                                 |
| 63./64. | 9. April – 18. September 1987   | 31.395    | Palermo–Sueskanal mit Port Said–Port Sudan–Madras–Singapur–Manila–Subic Bay–Incheon–Tokio–Shanghai–Jakarta–Port Victoria–Mombasa–Sueskanal mit Port Said–Lissabon |
| 65.     | 22. März – 3. Juni 1988         | 13.373    | Santa Cruz de Tenerife–Norfolk–Santo Domingo–Bridgetown–Ponta Delgada                                                                                             |
| 66.     | 14. Juli – 25. September 1988   | 10.268    | Ponta Delgada–Montreal–Sankt-Lorenz-Strom–Toronto–Detroit–Chicago                                                                                                 |
| 67.     | 7. März – 26. Mai 1989          | 8.700     | Alexandria–Istanbul–Piräus–Neapel–Vigo |
| 68.     | 4. Juli – 12. September 1989    | 6.200     | Funchal–Edinburgh–Tromsø–Kopenhagen–Kristiansand |

### Höhepunkte
| Jahr | Ereignis | AAR  |
| ---- | --- | ---- |
| 1966 | Einzige Umrundung Kap Hoorn. | 032. |
| 1969 | Teilnahme an der 16. Steubenparade in New York. | 038. |
| 1974 | Einzige Umrundung Kap der Guten Hoffnung; Hafenbesuche auf allen fünf Kontinenten. | 044. |
| 1978 | Bundespräsident Walter Scheel, begleitet von Außenminister Hans-Dietrich Genscher, gibt in Tokio einen Empfang an Bord, Besuch des Bordchores bei Kaiser Hirohito, König Taufaʻahau Tupou IV. lädt 100 Besatzungsmitglieder zu einem Tongan Feast ein und ist am nächsten Tag Gast an Bord. | 049. |
| 1979 | Bundeskanzler Helmut Schmidt in Santo Domingo zu einem Staatsempfang an Bord. | 051. |
| 1982 | Bundespräsident Karl Carstens in Kingston zu einem Staatsempfang an Bord, Präsident von Peru zu Gast an Bord. | 055. |
| 1984 | Zu Gast bei der Weltausstellung in New Orleans. | 060. |
| 1986 | Teilnahme an der 100-Jahr-Feier der Freiheitsstatue. | 062. |
| 1987 | Bundeskanzler Helmut Kohl in Shanghai an Bord, 1. Besuch der Bundesmarine in China, Hilfeleistung in See für MS Mimi K; Untergang der Mimi K 17. April 1987, 10:24 Uhr. | 064. |

### Sonstige Reisen

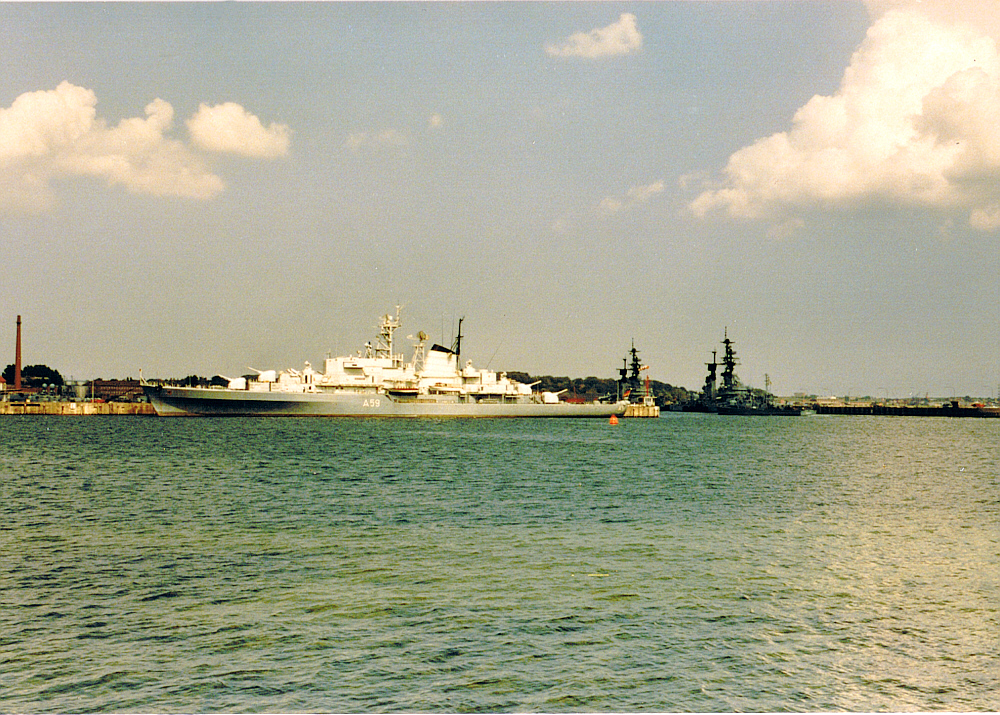
Schulschiff Deutschland an der Tirpitzmole in Kiel

| Anlass           | Zeitraum                         | Seemeilen | Häfen                                  |
| ---------------- | -------------------------------- | --------- | -------------------------------------- |
| Schulreise MOS   | 8. November – 19. November 1971  | 2.332     | Cherbourg                              |
| Schulreise MOS   | 27. November – 7. Dezember 1972  | 1.621     | Oslo                                   |
| Tiefwassermeile  | 28. November – 9. Dezember 1981  | 1.489     | Bergen                                 |
| Schießausbildung | 25. Oktober – 29. Oktober 1983   | 0588      | Flensburg                              |
| SEF 841          | 6. Februar – 17. Februar 1984    | 2.328     | Newcastle upon Tyne                    |
| AAG 713/84       | 15. Oktober – 29. Oktober 1984   | 1.776     | Wilhelmshaven – Den Helder – Rendsburg |
| AAG 128/84       | 26. November – 30. November 1984 | 0849      | Kopenhagen                             |
| DESEX 1/86       | 31. Januar – 2. März 1986        | 5.306     | El Ferrol                              |
| AAG 707/86       | 20. Oktober – 2. November 1986   | 1.965     | Kopenhagen                             |

## Verbleib

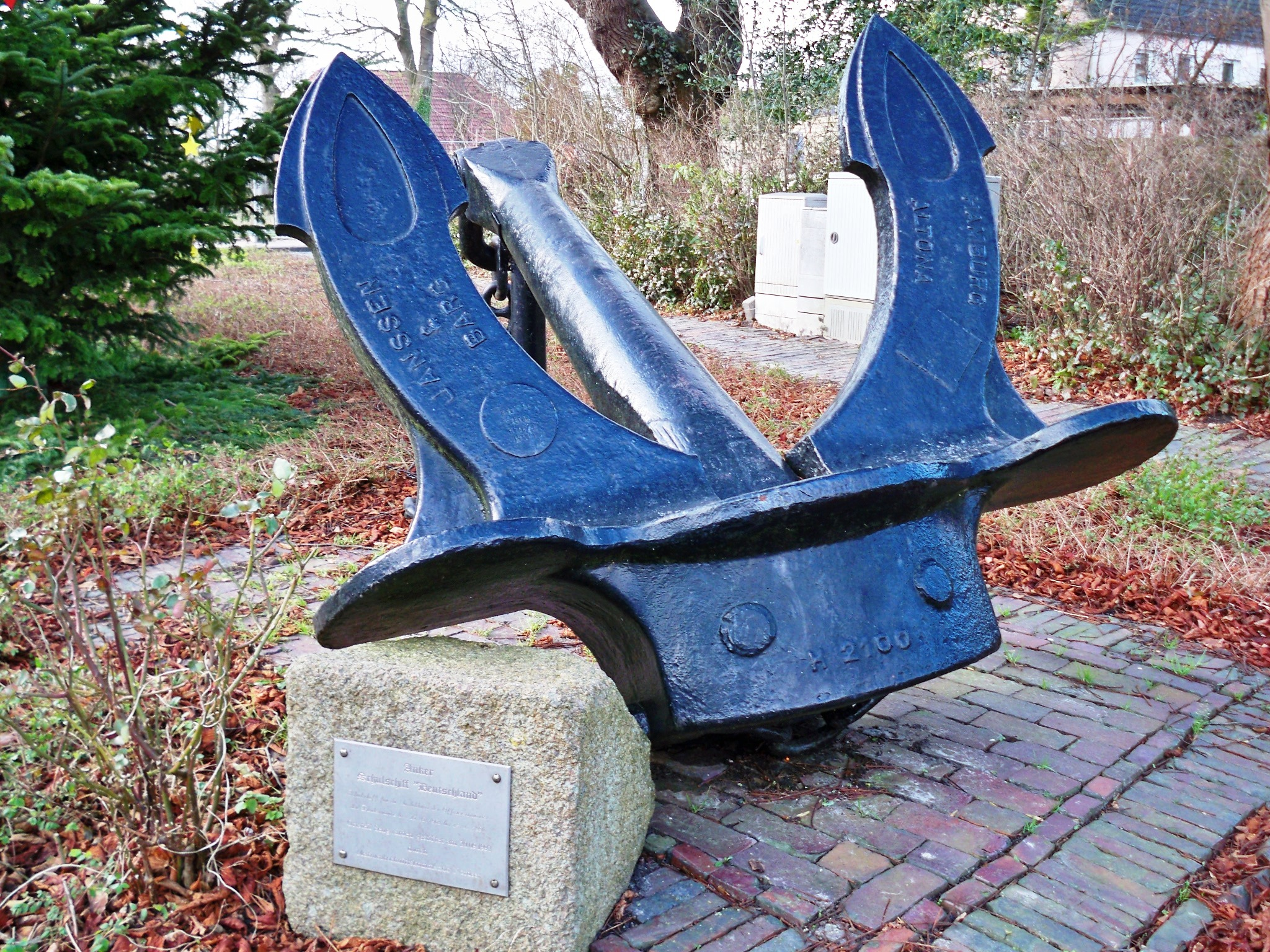
Anker der Deutschland auf dem Dorfplatz in Sengwarden

Früher als erwartet wurde 1989 entschieden, die Deutschland im Folgejahr außer Dienst zu stellen. Das bei seinem Bau mit allen wesentlichen Anlagen, Waffen und Geräten der schwimmenden Marine ausgestattete Schiff entsprach nach 27 Jahren Dienstzeit aufgrund der zwischenzeitlichen Entwicklung bei den Booten und Schiffen der Marine nicht mehr den Anforderungen nach dem „Spiegelbild der Flotte“. Selbst mit hohem finanziellen Aufwand hätte das Schiff nicht mehr so modernisiert werden können, dass es einen der Technik entsprechenden Stand der flottennahen Ausbildung gewährleisten konnte. Hohe jährliche Betriebskosten und eine erforderliche aufwendige Grundinstandsetzung in Höhe von 40 Mio. DM (im heutigen Wert ca. 40,4 Mio. Euro) gaben den Ausschlag für die Entscheidung.
Die bisher auf dem Schulschiff durchgeführte Ausbildung wurde danach durch Einheiten der Zerstörerflottille übernommen. Der Name Deutschland sollte ursprünglich von der ersten Fregatte der Brandenburg-Klasse in der Bundesmarine fortgeführt werden; dies wurde aber nicht verwirklicht.
Anfang Oktober 1989 ging das Schiff außer Fahrbereitschaft und etwa 50 Besatzungsmitglieder bereiteten die Außerdienststellung vor.
Aufgelegt im Arsenalhafen, fiel die Deutschland besonders ins Auge. Alle Überlegungen, das Schiff in Wilhelmshaven zu halten – als Standort für das zu diesem Zeitpunkt projektierte Marinemuseum oder als Hotel – ließen sich nicht verwirklichen. Bei einer angemessenen Nutzung wäre die Bundesregierung bereit gewesen, das Schiff kostenlos zu überlassen, es fand sich jedoch niemand, der die Umbau- und Nutzungskosten hätte zahlen können. So trat das entmilitarisierte Schiff am 27. Dezember 1993 auf dem Haken des russischen Hochseeschleppers Svetlomor 3 die letzte Reise zum Abwrackstrand von Alang an, wo die Deutschland 80 Tage später eintraf.
Einer der Anker steht heute auf dem Dorfplatz von Sengwarden.